# Mandera
Mandera es una localidad de Kenia, con estatus de villa, capital del condado del mismo nombre. Se sitúa en la esquina noreste del país, junto a la frontera con Somalia y Etiopía. Tiene  87 692 habitantes según el censo de 2019.

## Condado
Mandera es la capital del Condado de Mandera.
Dentro de dicho condado, la villa ocupa un término propio de 26 744 km².

## Demografía
La villa está principalmente habitada por somalíes étnicos.

## Clima
El clima es árido según la clasificación climática de Köppen. Las temperaturas tienden a ser calientes durante el año. Las temperaturas diarias son típicamente superiores a 30 °C mientras por la noche, pueden caer a 20 °C. La precipitación es extremadamente baja, pues recibe una cantidad muy mínima de lluvia. Las sequías no son inusuales, a menudo resultando en pérdida significativa de ganado en áreas rurales donde el pastoreo es común.